# Martín Rosales Martel
Martín Rosales Martel (Madri, 19 de junho de 1872 — Madri, 17 de julho de 1931) foi um advogado e político espanhol.

## Vida política
Foi também ministro durante o reinado de Alfonso XIII, esteve a frente do Ministerio de Justicia de España, Ministerio de Fomento de España e Ministerio del Interior de España. Pertencia ao Partido Liberal na época da Restauração Bourbônica na Espanha tendo sido eleito senador  pela Província de Córdoba em 1879, tornando senador vitalício em 1881. Em 1898 assumiu um assento do Congreso de los Diputados pela Província de Pontevedra e entre 1901 e 1923 foi eleito sucessivamente representado a Província de Córdoba.
Recebeu o título de duque de Almodóvar del Valle e foi prefeito de Madrid entre 1916 e 1917.